# Старое Демкино
Старое Демкино — село в Шемышейском районе Пензенской области России. Административный центр Стародемкинского сельсовета.

## География
Село находится на юго-востоке центральной части Пензенской области, в пределах северного склона холмистой Хвалынской гряды, в лесостепной зоне, на берегах реки Вежняньга, на расстоянии примерно 12 км (по прямой) к западу-северо-западу от Шемышейки, административного центра района. Абсолютная высота — 184 м над уровнем моря.

### Климат
Климат характеризуется как умеренно континентальный. Средняя температура воздуха самого тёплого месяца (июля) — 20 °C (абсолютный максимум — 38 °C); самого холодного (января) — −19 °C (абсолютный минимум — −44 °C). Безморозный период длится 126 дней. Период активной вегетации составляет 135—145 дней. Годовое количество атмосферных осадков — 490 мм, из которых большая часть выпадает в тёплый период. Снежный покров держится в течение 149 дней.

### Часовой пояс
Село Старое Демкино, как и вся Пензенская область, находится в часовой зоне МСК (московское время). Смещение применяемого времени относительно UTC составляет +3:00.

## Население
| 1748  | 1795  | 1859  | 1877  | 1884  | 1897  | 1900  |
| ----- | ----- | ----- | ----- | ----- | ----- | ----- |
| 440   | ↗610  | ↗1958 | ↗2261 | ↗2772 | ↗3293 | ↘3221 |
| 1902  | 1911  | 1914  | 1921  | 1926  | 1930  | 1939  |
| ↗3625 | ↗4135 | ↗4306 | ↗4555 | ↘3856 | ↗4122 | ↘2437 |
| 1959  | 1979  | 1989  | 1996  | 2002  | 2010  |       |
| ↘2161 | ↘1548 | ↘1232 | ↘1176 | ↘1050 | ↘955  |       |

### Национальный состав
Согласно результатам переписи 2002 года, в национальной структуре населения мордва составляла 89 %.